# Dolicheremaeus nepalensis
Dolicheremaeus nepalensis är en kvalsterart som beskrevs av Aoki 1967. Dolicheremaeus nepalensis ingår i släktet Dolicheremaeus och familjen Tetracondylidae. Inga underarter finns listade i Catalogue of Life.